# Nicolás V de Werle
Nicolás V de Werle [-Goldberg y -Waren] (entre 1341 y 1385 - después del 21 de enero de 1408) fue Señor de Werle-Goldberg y Werle-Waren desde 1385 (o 1395) hasta 1408. Era el hijo de Juan VI de Werle e Inés, la hija de Nicolás IV de Werle-Goldberg.
Reinó junto con su padre y después de la muerte de su padre, gobernó en solitario hasta 1401. Después de 1401, gobernó conjuntamente con su hermano Cristóbal en el gobierno de Werle. Después de 1397 se casó con Sofía (m. el 21 de agosto de 1408), la hija del duque Boleslao VI de Pomerania-Wolgast. Era la viuda del duque Erico I de Mecklemburgo-Schwerin.
Nicolás V murió en 1408 y fue enterrado en la catedral de Doberan.
Su hija Judit (llamada Juta) se casó con Enrique de Mecklemburgo-Stargard.